# Redouane Bachiri
Redouane Bachiri (sinh ngày 27 tháng 10 năm 1982 ở Maghnia) là một cầu thủ bóng đá người Algérie. Gần đây nhất anh thi đấu cho Olympique Médéa.